# Magnificat (Hovhaness)
Een vrij onbekende toonzetting van het Magnificat werd in 1957/1958 gecomponeerd door Alan Hovhaness. Zijn Magnificat voor vier solostemmen, koor en orkest opus 157 is een van zijn (relatief) bekendere werken. Alan Hovhaness gaf zelf nauwelijks ruchtbaarheid aan zijn werk als componist en werd daardoor slechts in kleine kring bekend.

## Compositie
Het Magnificat is geschreven in opdracht van de Koussevitsky Foundation. Desalniettemin moest tot 1961 gewacht worden dat de première volgde. De eerste uitvoering werd gegeven door het Louisville Orchestra onder leiding van Robert Whitney. De componist heeft daarop een persoonlijk dankwoord aan het orkest gericht. De compositie bestaat uit 12 delen:
1. Celestial Fanfare (instrumentaal);
2. Magnificat (koor);
3. Et Exsultavit (tenor);
4. Quia Respexit (sopraan);
5. Omnes Generationes (vrouwenkoor);
6. Quia fecit Mihi Magna (bariton en koor);
7. Et Misericordia (sopraan);
8. Fecit Potentiam (alt);
9. Esurientes Implevit Bonus (tenor en mannenkoor);
10. Suscepit Israël (vrouwenkoor);
11. Sicut Locutus Est (bariton en koor);
12. Gloria Patri (koor).

Aan de ene kant is het vreemd dat Hovhaness een Magnificat heeft gecomponeerd; hij was Boeddhist en had dus niet zo veel op met Bijbelteksten. Aan de andere kant, maakte ook het Armeens-katholieke geloof deel uit van zijn opvoeding. Door die combinatie is er kerkmuziek ontstaan die een kruising is tussen typische kerkmuziek, moderne klassieke muziek en Oosterse invloeden. Ook typische Hovhaness elementen zijn aanwezig:
- parallelle stemmingen waarbij instrumenten gedurende een aantal maten hetzelfde thema spelen, doch met een vaste interval hoger of lager, dat geeft een zweverig effect;
- Trombone en trompsoli; deze instrumenten kleuren als solo-instrumenten tegenover strijkers mystiek;
- Murmur; het (schijnbaar) onwillekeurig plukken aan de strijkinstrumenten, waardoor een idee ontstaat van achtergrondruis, terwijl dat bewust deel uitmaakt van de muziek;
- senza misura;  in het werk komen een aantal fragmenten voor waarbij maatindeling en -strepen ontbreken; ook dit geeft de muziek iets mysterieus.

Het werk duurt ongeveer 30 minuten.

## Bron en discografie
- First Edition Music FECD 0006, Louisville Orchestra o.l.v. Whitney; Mono-opnamen van 26/27 april 1961, vlak na de première;
- Delos Records DE3176, Koren en orkest van St. John's Cathedral Denver o.l.v. Donland Pearson; stereo-opnamen uit 1994.